# Allocosa montana
Allocosa montana là một loài nhện trong họ wolfspinnen (Lycosidae).
Loài này thuộc chi Allocosa. Allocosa montana được Carl Friedrich Roewer miêu tả năm 1959.